# François Marie Guillaume Legendre d'Harvesse
Pour les articles homonymes, voir Legendre.
François Marie Guillaume Legendre, baron d'Harvesse, né le 1er novembre 1766 à Cormeray (Manche), mort le 24 avril 1828 à Saint-Germain-en-Laye (Yvelines), est un général français de la Révolution et de l’Empire.

## États de service
Il entre en service le 1er novembre 1787, comme soldat au régiment de Beauce-infanterie, il est nommé caporal le 8 janvier 1789, sergent le 12 janvier 1790 et fourrier le 10 juin suivant. Il s’embarque à Brest le 1er février 1791, pour l’expédition d’Amérique, il débarque à Cherbourg le 10 juin 1791, et il obtient son congé le 1er décembre suivant.
Il reprend du service comme soldat le 10 juin 1793, dans le 10e bataillon de volontaires de la Manche. Il est élu capitaine le 5 septembre 1793, et chef de bataillon le 19 septembre suivant. Il participe aux campagnes de 1793 à l’an IV, en Vendée et en Bretagne.
En l’an V, il rejoint l’armée d’Italie, et il se distingue au Combat d'Anghiari le 14 janvier 1797, où attaqué par une forte colonne ennemi, il soutient le choc avec son seul bataillon, et repousse les autrichiens avec tant de vigueur, qu’il les culbute, et fait 2 400 prisonniers de l’arrière garde, et leur enlève plusieurs pièces de canon. 
En l’an VI et en l’an VII, il est affecté à l’Armée des côtes de l'Océan, et de l’an VIII à l’an IX, il retourne à l’armée d’Italie. Il est nommé sur le champ de bataille chef de brigade le 28 mai 1800 à la 40e demi-brigade d'infanterie de deuxième formation, et il se distingue à la Bataille de Marengo le 14 juin 1800, ainsi qu’au passage du Mincio le 25 décembre 1800.
En l’an XI, il est envoyé en garnison à Brest, puis en l’an XII il fait partie du camp de Saint-Omer. En 1803, il passe colonel, et il est fait chevalier de la Légion d’honneur le 11 décembre 1803, officier de l’ordre le 14 juin 1804, et électeur du département de la Manche.
En 1805, il participe à la campagne d’Autriche, au sein de la division Suchet du 5e corps de la Grande Armée. Il est promu général de brigade le 24 décembre 1805, en récompense de sa brillante conduite à la bataille d’Austerlitz le 2 décembre 1805.
En 1806 et 1807, il fait les campagnes de Prusse et de Pologne à la tête de la 2e brigade de la 3e division d’infanterie du 1er corps d’armée du maréchal Bernadotte. 
À l’issue du Traité de Tilsit, il est affecté le 9 novembre 1807, comme chef d’état-major du 2e corps d’observation de la Gironde, sous les ordres du général Dupont de l’Étang, et il est créé baron de l’Empire le 9 mai 1808. Le 22 juillet 1808, il est compris dans la funeste capitulation de Bailén, et il est admis à la retraite par décret impérial du 9 février 1809
Le 6 août 1811, il est rappelé à l’activité à l’armée d’Italie, mais il est suspendu de ses fonctions et emprisonné à l’Abbaye le 1er mars 1812. Son arrestation fait suite à l’acte d’accusation du parquet de la haute cour impériale en date du 17 février, où il est accusé d’être complice du général Pierre Dupont de l’Étang.
Libéré à la première restauration, il est nommé secrétaire général au Ministère de la guerre le 5 avril 1814, et il est créé chevalier de Saint-Louis le 8 juillet suivant, puis il est élevé au grade de commandeur de la Légion d’honneur le 23 août 1814, par le roi Louis XVIII. Le 3 décembre 1814, il devient chef d’état-major de la 22e division militaire. 
Pendant les Cent-Jours, il est mis en non activité le 26 mars 1815, et à la seconde restauration, il est compris comme disponible dans le cadre de l’état-major général de l’armée à l’organisation du 30 novembre 1818, et il est admis à la retraite le 1er décembre 1824, pour compter du 1er janvier 1825.
Il meurt le 24 avril 1828 à Saint-Germain-en-Laye.

## Dotation
- Le 17 mars 1808, donataire d’une rente de 10 000 francs sur les biens réservés en Westphalie.

## Armoiries
| Figure | Nom du baron et blasonnement |
| ------ | --- |
|        | Armes du baron François Marie Guillaume Legendre d'Harvesse et de l'Empire, décret du 19 mars 1808, lettres patentes du 27 novembre 1808, commandeur de la Légion d'honneur D'azur à la tour d'argent sénestrée d'un lion grimpant d'or armé d'une épée de même, quartier des barons militaires brochant sur le tout - Livrées les couleurs de l'écu. |

## Sources
- (en) « Generals Who Served in the French Army during the Period 1789 - 1814: Eberle to Exelmans »
- Thierry Pouliquen, « Les généraux français et étrangers ayant servis [sic] dans la Grande Armée » (consulté le 7 avril 2014)
- « La noblesse d’Empire » (consulté le 7 avril 2014)
- « Cote LH/1556/107 », base Léonore, ministère français de la Culture
- A. Lievyns, Jean Maurice Verdot, Pierre Bégat, Fastes de la Légion-d'honneur, biographie de tous les décorés accompagnée de l'histoire législative et réglementaire de l'ordre, volume 5, Bureau de l’administration, janvier 1844, 529 p. (lire en ligne), p. 280.
- (pl) « Napoléon.org.pl »
- Vicomte Révérend, Armorial du Premier Empire, tome 3, Honoré Champion, libraire, Paris, 1897, p. 87.